# María Aguirre y Aguirre
María Aguirre y Aguirre (Liverpool, 25 de agosto de 1868 - ¿?) fue una benefactora bilbaína.
Casada con Romualdo García Ogara, era sobrina del general de división y Gobernador militar de Vizcaya en 1900, Ernesto Aguirre Bengoa. 
A través de la Junta de Damas promulgó los actos conmemorativos de la Coronación canónica de la imagen de la Virgen de Begoña (8 de septiembre de 1900). Doña María pagó al artesano Luis de Anduiza la factura de la corona de la Patrona de Bizkaia, y quiso donar sus joyas para tal fin. El costo de aquella obra se
cifró en 98.000 pesetas.
En su honor, una calle de Bilbao lleva su nombre, María Aguirre.